# Az Amerikai Egyesült Államok second ladyje és second gentlemanje
Az Amerikai Egyesült Államok second ladyje és second gentlemanje (a titkosszolgálatban használt kódneve: SLOTUS, SGOTUS) egy de facto létező feladatkör, melyet az éppen hivatalban lévő alelnök házastársa tölt be. Az elnevezést először Jennie Tuttle Hobart használta, Garret Hobart alelnök (1897–1899) felesége. Usha Vance, J. D. Vance alelnök felesége a jelenlegi second lady. Elődje, Douglas Emhoff volt az első, aki nem second ladyként, hanem second gentlemanként látja el hivatalát. Amennyiben Kamala Harris 2024-ben megnyerte volna az amerikai elnökválasztást, ő lett volna az első first gentleman az Egyesült Államokban. 
Tizenkét second lady lett később first lady is, mikor férjüket megválasztották elnöknek. Az első Abigail Adams volt, John Adams első amerikai alelnök (1789–1797), majd 1797 és 1801 között elnök felesége. Ezzel Abigail volt az első second lady és a második first lady. A legutóbbi, aki mindkét tisztséget betöltötte Jill Biden volt, Joe Biden felesége, akinek férje 2009 és 2017 között volt alelnök és 2021, illetve 2025 között elnök.

## A pozíció története
A second spouse fontossága a 20. végén és a 21. században kezdett el fontosabb lenni. Ugyan a first lady fontossága, mint a Fehér Ház háziasszonya az ország megalakulásakor kezdődött (és általában az elnök más női családtagja töltötte be, ha az elnöknek nem volt házastársa), az alelnök házastársa nem lett fontosabb a médiában és vett részt eseményeken, mint hivatalos vendég a 20. század végéig és a 21. század elejéig.

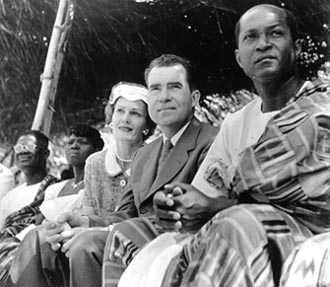
Pat Nixon second lady és Richard Nixon alelnök Ghánában. Nixon fontos szerepet játszott a pozíció alakulásában

Egy kivétel volt Floride Calhoun, John C. Calhoun alelnök felesége, aki fontos szerepet játszott egy politikai botrányban, aminek részeként kiközösítették John H. Eaton háborús minisztert és feleségét, Margaret O’Neill Eatont, ami tovább rontotta a kapcsolatot az alelnök és Andrew Jackson között.
1978-ban Muriel Humphrey, Hubert Humphrey alelnök felesége az egyetlen korábbi second lady lett, aki szövetségi hivatalt töltött be, miután Minnesota kormányzója, Rudy Perpich kinevezte elhunyt férje szenátusi helyére.
Tizenhét alkalommal nem töltötte be senki a pozíciót, a leghosszabb 16 év volt, mikor Abigail Adams és Ann Gerry között nem volt egyetlen second lady se, csak három özvegyember és egy egyéves időszak, mikor nem volt alelnök. A legutóbbi alkalom, mikor nem volt second spouse 1974-ben történt, 132 napig, Betty Ford és Happy Rockefeller hivatali ideje között, mikor alelnök se volt.
Tizenkét second lady lett később first lady azt követően, hogy férjük elnök lett. Az első Abigail Adams, a legutóbbi Jill Biden.

### Szerepe
A second spouse nem kap fizetést és nincs hivatalos definíciója. Az alelnök felesége hagyományosan a háziasszony szerepét töltötte be és megjelent az alelnökkel hivatalos összejöveteleken. Jennie Tuttle Hobart, Garret Hobart (1897–1899) alelnök felesége volt az első, aki magát second ladynek nevezte. Hobart átvette Ida Saxton McKinley first lady szerepét az elnöki háztartásban, mikor az epilepsziával kapcsolatos betegségben szenvedett. 1917-től kezdve az alelnök felesége vezette volt a Szenátusi Feleségek Vöröskeresztje ebédjeit. A szervezet neve később Szenátusi Házastársak Klubja lett. 1929-ben a second lady státusza vita kérdése lett, mikor Charles Curtis (1929–1933) alelnök hivatali ideje alatt a szerepet testvére, Dolly Curtis Gann töltötte be, hiszen ő özvegy volt.

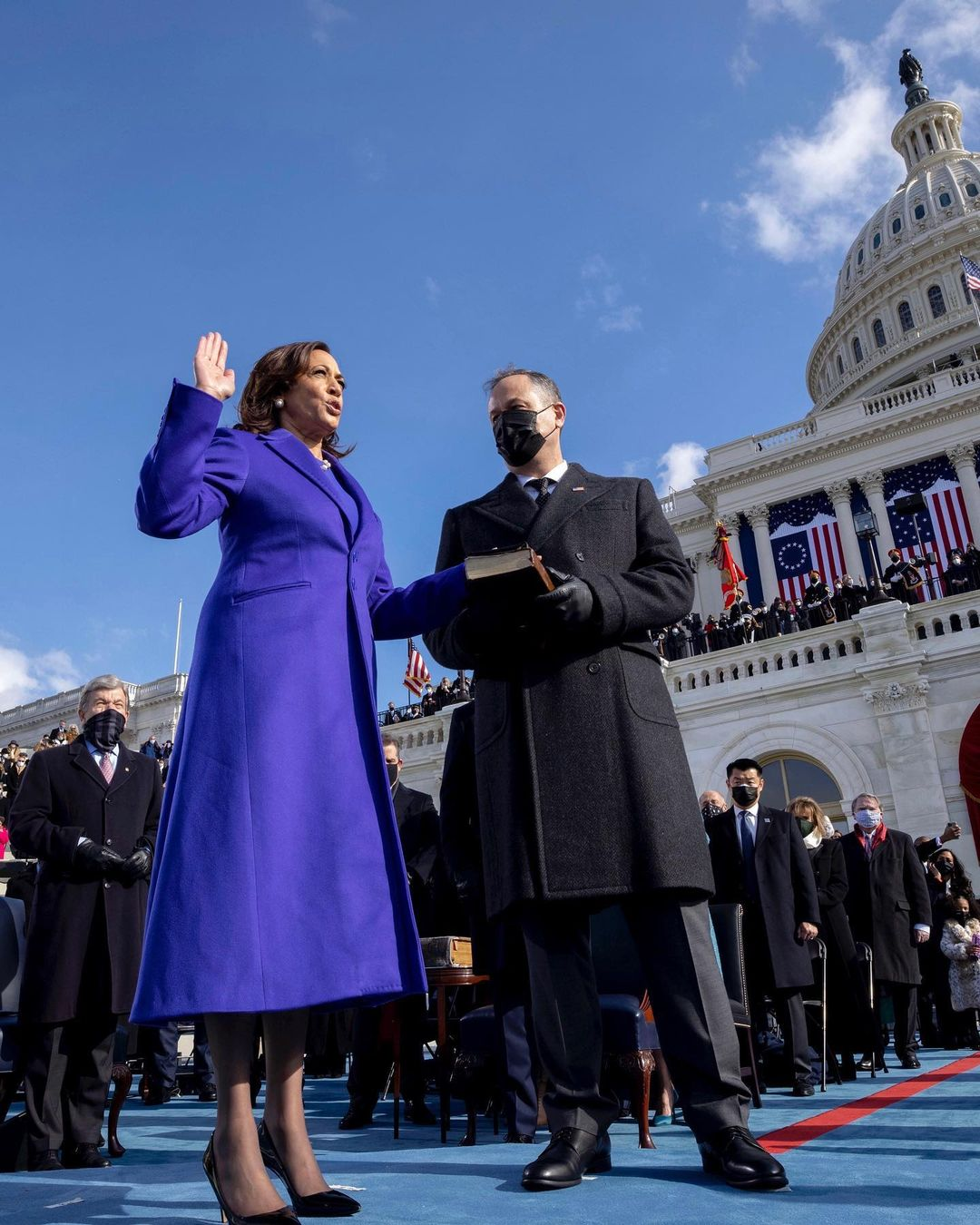
Doug Emhoff (jobbra), az ország első second gentlemanje

Az idő elteltével az alelnökök és házastársaik szerepe egyre fontosabb lett és egyre több befolyással is rendelkeztek. 2010-ben a Marie Claire magazin azt írta, hogy a second ladyk szerepe „mindössze jótékonysági vacsorákra és mosolygós politikai összejövetelekre terjedt ki. Kiválasztottak egy-egy fontos ügyet és ezen kívül félreállnak.” Gil Troy történész kiemelte, hogy a Kennedy-kormány idején Lady Bird Johnson second lady feladata az volt, hogy átvegye Jacqueline Kennedy helyét, mikor az gyakran az utolsó pillanatokban visszalépett nyilvános megjelenéseitől. Ezt Johnson több, mint ötvenszer tette meg.
Pat Nixon, Richard Nixon alelnök házastársa volt az első second spouse, aki igazán fontos tartalmat tudott adni az alelnök feleségének hivatalához. Mikor Nixon alelnök lett 1953-ban, a feladatkör egyetlen hivatalos szerepe az volt, hogy az évente megrendezett Szenátusi Hölgyek Ebédjét vezesse. Ehelyett Nixon sok kezdeményezést indított, látva, szerepköre mennyi lehetőséget adott neki. Férjétől független időbeosztást hozott létre, aminek részeként gyakran egyedül jelent meg eseményeken. Second ladyként Nixon több, mint 200 ezer kilométert utazott világszerte, hat kontinensen, amik közé tartozott egy két hónapos, 68 ezer kilométeres utazás Ázsiában, 1953-ban. Meglátogatott árvaházakat, iskolákat, kórházakat és falusi piacokat, ahelyett, hogy a washingtoni elittel teázgatott volna. Ezt tekintetbe véve Nixon hozta létre a modern second lady szerepkörét. Kate Andersen Brower történész azt írta róla, hogy „segítette ezen homályos szerep definiálását egész generációnyi nők számára, akik őt követték.” Cormac O’Brien szerint Pat Nixon „könnyen az amerikai történelem legkiemelkedőbb second ladyje volt,” amiért ekkora szerepet játszott, mint jótékonysági küldött. Sokat utazott az alelnökkel és tőle függetlenül is, részt vett egyedül különböző eseményeken, kampányokon is.
A Reagan-kormény idején Barbara Bush több, mint ezer eseményt rendezett és összesen több, mint 2,4 millió kilométert utazott nyolc év alatt.
Tipper Gore, Al Gore alelnök felesége aktív volt olyan kampányokban, amik cenzúráztak amerikai filmeket, televíziós sorozatokat és zenét, amiben ő kifogásolható tartalmakat észlelt. Ezt már akkor elkezdte, mikor férje szenátor volt. Ezek közé tartozott, hogy felszólította a zenészeket, hogy ne káromkodjanak műveikben és létrehozatta a jól ismert Parental Advisory: Explicit Content matricát. Jill Biden, Joe Biden felesége angolt tanított az Észak-virginiai Közösségi Főiskolán és az első second lady volt, aki munkát vállalt, miközben férje alelnök volt.

## Lista
| Kép                                                                               | Second Lady vagy Gentleman                                                        | Alelnök Házasságkötés dátuma                                                      | Hivatalban                              | Születési dátum      | Halál dátuma (életkor)           | FIrst ladyként |
| --------------------------------------------------------------------------------- | --------------------------------------------------------------------------------- | --------------------------------------------------------------------------------- | --------------------------------------- | -------------------- | -------------------------------- | -------------- |
|                                                                                   | Abigail Adams (született: Abigail Smith)                                          | John Adams 1764. október 25.                                                      | 1789. április 21. – 1797. március 4.    | 1744. november 22.   | 1818. október 28. (73 évesen)    | 1797–1801      |
| Nincs; Thomas Jefferson özvegyember volt.                                         | Nincs; Thomas Jefferson özvegyember volt.                                         | Nincs; Thomas Jefferson özvegyember volt.                                         | 1797. március 4. – 1801. március 4.     |                      |                                  |                |
| Nincs; Aaron Burr özvegyember volt.                                               | Nincs; Aaron Burr özvegyember volt.                                               | Nincs; Aaron Burr özvegyember volt.                                               | 1801. március 4. – 1805. március 4.     |                      |                                  |                |
| Nincs; George Clinton özvegyember volt.                                           | Nincs; George Clinton özvegyember volt.                                           | Nincs; George Clinton özvegyember volt.                                           | 1805. március 4. – 1812. április 20.    |                      |                                  |                |
| Nincs; nem volt alelnök Clinton halála után.                                      | Nincs; nem volt alelnök Clinton halála után.                                      | Nincs; nem volt alelnök Clinton halála után.                                      | 1812. április 20. – 1813. március 4.    |                      |                                  |                |
|                                                                                   | Ann Gerry (született: Ann Thompson)                                               | Elbridge Gerry 1786. január 12.                                                   | 1813. március 4. – 1814. november 23.   | 1763. augusztus 12.  | 1849. március 18. (85 évesen)    |                |
| Nincs; nem volt alelnök Gerry halála után.                                        | Nincs; nem volt alelnök Gerry halála után.                                        | Nincs; nem volt alelnök Gerry halála után.                                        | 1814. november 23. – 1817. március 4.   |                      |                                  |                |
|                                                                                   | Hannah Tompkins (született: Hannah Minthorne)                                     | Daniel D Tompkins 1798. február 20.                                               | 1817. március 4. – 1825. március 4.     | 1781. augusztus 28.  | 1829. február 18. (47 évesen)    |                |
|                                                                                   | Floride Bonneau Calhoun (született: Floride Bonneau Colhoun)                      | John C. Calhoun 1811. január 8.                                                   | 1825. március 4. – 1832. december 28.   | 1792. február 15.    | 1866. július 25. (74 évesen)     |                |
| Nincs; nem volt alelnök Calhoun lemondása után.                                   | Nincs; nem volt alelnök Calhoun lemondása után.                                   | Nincs; nem volt alelnök Calhoun lemondása után.                                   | 1832. december 28. – 1833. március 4.   |                      |                                  |                |
| Nincs; Martin Van Buren özvegyember volt.                                         | Nincs; Martin Van Buren özvegyember volt.                                         | Nincs; Martin Van Buren özvegyember volt.                                         | 1833. március 4. – 1837. március 4.     |                      |                                  |                |
| Nincs; Richard M. Johnson özvegyember volt                                        | Nincs; Richard M. Johnson özvegyember volt                                        | Nincs; Richard M. Johnson özvegyember volt                                        | 1837. március 4. – 1841. március 4.     |                      |                                  |                |
|                                                                                   | Letitia Tyler (született: Letitia Christian)                                      | John Tyler 1813. március 29.                                                      | 1841. március 4. – 1841. április 4.     | 1790. november 12.   | 1842. szeptember 12. (51 évesen) | 1841–1842      |
| Nincs; nem volt alelnök Tyler elnöksége kezdete után.                             | Nincs; nem volt alelnök Tyler elnöksége kezdete után.                             | Nincs; nem volt alelnök Tyler elnöksége kezdete után.                             | 1841. április 4. – 1845. március 4.     |                      |                                  |                |
|                                                                                   | Sophia Dallas (született: Sophia Chew Nicklin)                                    | George M. Dallas 1816. május 23.                                                  | 1845. március 4. – 1849. március 4.     | 1798. június 24.     | 1869. január 11. (70 évesen)     |                |
|                                                                                   | Abigail Fillmore (született: Abigail Powers)                                      | Millard Fillmore 1826. február 5.                                                 | 1849. március 4. – 1850. július 9.      | 1798. március 13.    | 1853. március 30. (55 évesen)    | 1850–1853      |
| Nincs; nem volt alelnök Fillmore elnöksége kezdete után.                          | Nincs; nem volt alelnök Fillmore elnöksége kezdete után.                          | Nincs; nem volt alelnök Fillmore elnöksége kezdete után.                          | 1850. július 9. – 1853. március 4.      |                      |                                  |                |
| Nincs; William R. King nem volt házas.                                            | Nincs; William R. King nem volt házas.                                            | Nincs; William R. King nem volt házas.                                            | 1853. március 4. – 1853. április 18.    |                      |                                  |                |
|                                                                                   | Mary Cyrene Burch Breckinridge (született: Mary Cyrene Burch)                     | John C. Breckinridge 1843. december 12.                                           | 1857. március 4. – 1861. március 4.     | 1826. augusztus 16.  | 1907. október 8. (81 évesen)     |                |
|                                                                                   | Ellen Hamlin (született: Ellen Vesta Emery)                                       | Hannibal Hamlin 1856. szeptember 25.                                              | 1861. március 4. – 1865. március 4.     | 1835. szeptember 14. | 1925. február 1. (89 évesen)     |                |
|                                                                                   | Eliza McCardle Johnson (született: Eliza McCardle)                                | Andrew Johnson 1827. május 17.                                                    | 1865. március 4. – 1865. április 15.    | 1810. október 4.     | 1876. január 15. (65 évesen)     | 1865–1869      |
| Nincs; nem volt alelnök Johnson elnöksége kezdete után.                           | Nincs; nem volt alelnök Johnson elnöksége kezdete után.                           | Nincs; nem volt alelnök Johnson elnöksége kezdete után.                           | 1865. április 15. – 1869. március 4.    |                      |                                  |                |
|                                                                                   | Ellen Maria Colfax (született: Ellen Maria Wade)                                  | Schuyler Colfax 1868. november 18.                                                | 1869. március 4. – 1873. március 4.     | 1836. július 26.     | 1911. március 4. (74 évesen)     |                |
| Nincs; Henry Wilson özvegyember volt.                                             | Nincs; Henry Wilson özvegyember volt.                                             | Nincs; Henry Wilson özvegyember volt.                                             | 1873. március 4. – 1875. november 22.   |                      |                                  |                |
| Nincs; William A. Wheeler özvegyember volt.                                       | Nincs; William A. Wheeler özvegyember volt.                                       | Nincs; William A. Wheeler özvegyember volt.                                       | 1877. március 4. – 1881. március 4.     |                      |                                  |                |
| Nincs; Chester A. Arthur özvegyember volt.                                        | Nincs; Chester A. Arthur özvegyember volt.                                        | Nincs; Chester A. Arthur özvegyember volt.                                        | 1881. március 4. – 1881. szeptember 19. |                      |                                  |                |
| Nincs; nem volt alelnök Arthur elnöksége kezdete után.                            | Nincs; nem volt alelnök Arthur elnöksége kezdete után.                            | Nincs; nem volt alelnök Arthur elnöksége kezdete után.                            | 1881. szeptember 19. – 1885. március 4. |                      |                                  |                |
|                                                                                   | Eliza Hendricks (született: Eliza Carol Morgan)                                   | Thomas A. Hendricks 1845. szeptember 26.                                          | 1885. március 4. – 1885. november 25.   | 1823. november 23.   | 1903. november 3. (79 évesen)    |                |
| Nincs; nem volt alelnök Hendricks halála után.                                    | Nincs; nem volt alelnök Hendricks halála után.                                    | Nincs; nem volt alelnök Hendricks halála után.                                    | 1885. november 25. – 1889. március 4.   |                      |                                  |                |
|                                                                                   | Anna Morton (született: Anna Livingston Reade Street)                             | Levi P. Morton 1873. február 12.                                                  | 1889. március 4. – 1893. március 4.     | 1846. május 18.      | 1918. augusztus 14. (72 évesen)  |                |
|                                                                                   | Letitia Stevenson (született: Letitia Green)                                      | Adlai Stevenson I 1866. december 22.                                              | 1893. március 4. – 1897. március 4.     | 1843. január 8.      | 1913. december 25. (70 évesen)   |                |
|                                                                                   | Esther Jane Tuttle Hobart (született: Esther Jane Tuttle)                         | Garret Hobart 1869. július 21.                                                    | 1897. március 4. – 1899. november 21.   | 1849. április 30.    | 1941. január 8. (91 évesen)      |                |
| Nincs; nem volt alelnök Hobart halála után.                                       | Nincs; nem volt alelnök Hobart halála után.                                       | Nincs; nem volt alelnök Hobart halála után.                                       | 1899. november 21. – 1901. március 4.   |                      |                                  |                |
|                                                                                   | Edith Roosevelt (született: Edith Kermit Carow)                                   | Theodore Roosevelt 1886. december 2.                                              | 1901. március 4. – 1901. szeptember 14. | 1861. augusztus 6.   | 1948. szeptember 30. (87 évesen) | 1901–1909      |
| Nincs; nem volt alelnök Roosevelt elnöksége kezdete után.                         | Nincs; nem volt alelnök Roosevelt elnöksége kezdete után.                         | Nincs; nem volt alelnök Roosevelt elnöksége kezdete után.                         | 1901. szeptember 14. – 1905. március 4. |                      |                                  |                |
|                                                                                   | Cornelia Cole Fairbanks (született: Cornelia Cole)                                | Charles W. Fairbanks 1874. október 6.                                             | 1905. március 4. – 1909. március 4.     | 1852. január 14.     | 1913. október 24. (61 évesen)    |                |
|                                                                                   | Carrie Babcock Sherman (született: Carrie Babcock)                                | James S. Sherman 1881. január 26.                                                 | 1909. március 4. – 1912. október 30.    | 1856. november 16.   | 1931. október 6. (74 évesen)     |                |
| Nincs; nem volt alelnök Sherman halála után.                                      | Nincs; nem volt alelnök Sherman halála után.                                      | Nincs; nem volt alelnök Sherman halála után.                                      | 1912. október 30. – 1913. március 4.    |                      |                                  |                |
|                                                                                   | Lois Irene Marshall (született: Lois Irene Kimsey)                                | Thomas R. Marshall 1895. október 2.                                               | 1913. március 4. – 1921. március 4.     | 1873. május 9.       | 1958. január 6. (84 évesen)      |                |
|                                                                                   | Grace Coolidge (született: Grace Anna Goodhue)                                    | Calvin Coolidge 1905. október 4.                                                  | 1921. március 4. – 1923. augusztus 2.   | 1879. január 3.      | 1957. július 8. (78 évesen)      | 1923–1929      |
| Nincs; nem volt alelnök Coolidge elnöksége kezdete után.                          | Nincs; nem volt alelnök Coolidge elnöksége kezdete után.                          | Nincs; nem volt alelnök Coolidge elnöksége kezdete után.                          | 1923. augusztus 2. – 1925. március 4.   |                      |                                  |                |
|                                                                                   | Caro Dawes (született: Caro Dana Blymyer)                                         | Charles G. Dawes 1889. január 24.                                                 | 1925. március 4. – 1929. március 4.     | 1866. január 6.      | 1957. október 3. (91 évesen)     |                |
| Nincs; Charles Curtis özvegyember volt.                                           | Nincs; Charles Curtis özvegyember volt.                                           | Nincs; Charles Curtis özvegyember volt.                                           | 1929. március 4. – 1933. március 4.     |                      |                                  |                |
|                                                                                   | Mariette Elizabeth Garner (született: Mariette Elizabeth Rheiner)                 | John Nance Garner 1895. november 25.                                              | 1933. március 4. – 1941. január 20.     | 1869. július 17.     | 1948. augusztus 17. (79 évesen)  |                |
|                                                                                   | Ilo Wallace (született: Ilo Browne)                                               | Henry A. Wallace 1914. május 20.                                                  | 1941. január 20. – 1945. január 20.     | 1888. március 10.    | 1981. február 22. (92 évesen)    |                |
|                                                                                   | Bess Truman (született: Elizabeth Virginia Wallace)                               | Harry S. Truman 1919. június 28.                                                  | 1945. január 20. – 1945. április 12.    | 1885. február 13.    | 1982. október 18. (97 évesen)    | 1945–1953      |
| Nincs; nem volt alelnök Truman elnöksége kezdete után.                            | Nincs; nem volt alelnök Truman elnöksége kezdete után.                            | Nincs; nem volt alelnök Truman elnöksége kezdete után.                            | 1945. április 12. – 1949. január 20.    |                      |                                  |                |
| Nincs; Alben W. Barkley özvegyember volt.                                         | Nincs; Alben W. Barkley özvegyember volt.                                         | Nincs; Alben W. Barkley özvegyember volt.                                         | 1949. január 20. – 1949. november 18.   |                      |                                  |                |
|                                                                                   | Jane Hadley Barkley (született: Elizabeth Jane Rucker)                            | Alben W. Barkley 1949. november 18.                                               | 1949. november 18. – 1953. január 20.   | 1911. szeptember 23. | 1964. szeptember 6. (52 évesen)  |                |
|                                                                                   | Pat Nixon (született: Thelma Catherine Ryan)                                      | Richard Nixon 1940. június 21.                                                    | 1953. január 20. – 1961. január 20.     | 1912. március 16.    | 1993. június 22. (81 évesen)     | 1969–1974      |
|                                                                                   | Claudia Johnson (született: Claudia Alta Taylor)                                  | Lyndon B. Johnson 1934. november 17.                                              | 1961. január 20. – 1963. november 22.   | 1912. december 22.   | 2007. július 11. (94 évesen)     | 1963–1969      |
| Nincs; nem volt alelnök Johnson elnöksége kezdete után.                           | Nincs; nem volt alelnök Johnson elnöksége kezdete után.                           | Nincs; nem volt alelnök Johnson elnöksége kezdete után.                           | 1963. november 22. – 1965. január 20.   |                      |                                  |                |
|                                                                                   | Muriel Humphrey Brown (született: Muriel Fay Buck)                                | Hubert Humphrey 1936. szeptember 3.                                               | 1965. január 20. – 1969. január 20.     | 1912. február 20.    | 1998. szeptember 20. (86 évesen) |                |
|                                                                                   | Elinor Agnew (született: Elinor Isabel Judefind)                                  | Spiro Agnew 1942. május 27.                                                       | 1969. január 20. – 1973. október 10.    | 1921. április 23.    | 2012. június 20. (91 évesen)     |                |
| Nincs; nem volt alelnök Ford beiktatásáig a 25. alkotmánymódosítás szerint.       | Nincs; nem volt alelnök Ford beiktatásáig a 25. alkotmánymódosítás szerint.       | Nincs; nem volt alelnök Ford beiktatásáig a 25. alkotmánymódosítás szerint.       | 1973. október 10. – 1973. december 6.   |                      |                                  |                |
|                                                                                   | Elizabeth Ford (született: Elizabeth Anne Bloomer)                                | Gerald Ford 1948. október 15.                                                     | 1973. december 6. – 1974. augusztus 9.  | 1918. április 8.     | 2011. július 8. (93 évesen)      | 1974–1977      |
| Nincs; nem volt alelnök Rockefeller beiktatásáig a 25. alkotmánymódosítás szerint | Nincs; nem volt alelnök Rockefeller beiktatásáig a 25. alkotmánymódosítás szerint | Nincs; nem volt alelnök Rockefeller beiktatásáig a 25. alkotmánymódosítás szerint | 1974. augusztus 9. – 1974. december 19. |                      |                                  |                |
|                                                                                   | Margaretta Rockefeller (született: Margaretta Large Fitler)                       | Nelson Rockefeller 1963. május 4.                                                 | 1974. december 19. – 1977. január 20.   | 1926. június 9.      | 2015. május 19. (88 évesen)      |                |
|                                                                                   | Joan Mondale (született: Joan Adams)                                              | Walter Mondale 1955. december 27.                                                 | 1977. január 20. – 1981. január 20.     | 1930. augusztus 8.   | 2014. február 3. (83 évesen)     |                |
|                                                                                   | Barbara Bush (született: Barbara Pierce)                                          | George H. W. Bush 1945. január 6.                                                 | 1981. január 20. – 1989. január 20.     | 1925. június 8.      | 2018. április 17. (92 évesen)    | 1989–1993      |
|                                                                                   | Marilyn Quayle (született: Marilyn Tucker)                                        | Dan Quayle 1972. november 18.                                                     | 1989. január 20. – 1993. január 20.     | 1949. július 29.     | 75 éves                          |                |
|                                                                                   | Mary Elizabeth Gore (született: Mary Elizabeth Aitcheson)                         | Al Gore 1970. május 19.                                                           | 1993. január 20. – 2001. január 20.     | 1948. augusztus 19.  | 76 éves                          |                |
|                                                                                   | Lynne Cheney (született: Lynne Ann Vincent)                                       | Dick Cheney 1964. augusztus 29.                                                   | 2001. január 20. – 2009. január 20.     | 1941. augusztus 14.  | 83 éves                          |                |
|                                                                                   | Jill Biden (született: Jill Tracy Jacobs)                                         | Joe Biden 1977. június 17.                                                        | 2009. január 20. – 2017. január 20.     | 1951. június 3.      | 73 éves                          | 2021–2025      |
|                                                                                   | Karen Pence (született: Karen Sue Batten)                                         | Mike Pence 1985. június 8.                                                        | 2017. január 20. – 2021. január 20.     | 1957. január 1.      | 68 éves                          |                |
|                                                                                   | Douglas Craig Emhoff                                                              | Kamala Harris 2014. augusztus 22.                                                 | 2021. január 20. – 2025. január 20.     | 1964. október 13.    | 60 éves                          |                |
|                                                                                   | Usha Vance (született: Usha Bala Chilukuri)                                       | J. D. Vance 1986. január 6.                                                       | 2025. január 20. – napjainkig           | 2014                 | 39 éves                          |                |

## Alelnökök további házastársai
Ezen a listán felsorolt személyeket nem tekintik second spouse-nak, hiszen nem voltak összeházasodva az alelnökkel hivatali ideje során.
Kilenc alelnök házastársa hunyt el terminusa kezdete előtt:
- Thomas Jefferson házastársa Martha Wayles volt 1772 és 1782 között.
- Aaron Burr házastársa Theodosia Bartow Prevost volt 1782 és 1794 között.
- George Clinton házastársa Sarah Tappen volt 1770 és 1800 között.
- Martin Van Buren házastársa Hannah Hoes volt 1807 és 1819 között.
- Richard Mentor Johnson a rabszolgájaként szolgáló Julia Chinnt tekintette jogos házastársának 1830-as haláláig.
- Henry Wilson házastársa Harriet Howe volt 1840 és 1870 között.
- William A. Wheeler házastársa Mary King volt 1845 és 1876 között.
- Chester A. Arthur házastársa Ellen Lewis Herndon volt 1859 és 1880 között.
- Charles Curtis házastársa Annie Baird volt 1884 és 1924 között. Curtis féltestvére Dolly Gann volt hivatalos kísérője alelnöksége idején.

Öt alelnök házastársa hunyt el, majd házasodott újra terminusa kezdete előtt:
- Hannibal Hamlin házastársa Sarah Emery volt 1833 és 1855 között. Második házastársa Ellen Emery volt 1856 és 1891 között.
- Schuyler Colfax házastársa Evelyn Clark volt 1844 és 1863 között. Második házastársa Ellen Wade volt 1868 és 1885 között.
- Levi P. Morton házastársa Lucy Young Kimball volt 1856 és 1871 között. Második házastársa Anna Livingston Reade Street volt 1873 és 1918 között.
- Theodore Roosevelt házastársa Alice Hathaway Lee volt 1880 és 1884 között. Második házastársa Edith Carow volt 1886 és 1919 között.
- Joe Biden házastársa Neilia Hunter volr 1966 és 1972 között. Második házastársa Jill Jacobs, 1977 óta.

Egy alelnök vált el és házasodott újra terminusa kezdete előtt:
- Nelson Rockefeller házastársa Mary Todhunter Clark volt 1930 és 1962 között. Második házastársa Happy Fitler Murphy volt 1963 és 1979 között.

Egy alelnök házastársa hunyt el terminusa kezdete előtt és házasodott újra alelnöksége közben:
- Alben W. Barkley házastársa Dorothy Brower volt 1903 és 1947 között. Második házastársa Jane Rucker Hadley volt 1949 és 1956 között.

Három alelnök házasodott újra terminusa után:
- Aaron Burr házastársa Elizabeth Bowen Jumel volt 1833 és 1836 között, válásukig.
- John Tyler házastársa Julia Gardiner volt 1844 és 1862 között, haláláig.
- Millard Fillmore házastársa Caroline Carmichael McIntosh volt 1858 és 1874 között, haláláig.

## Lásd még
- Az Amerikai Egyesült Államok first ladyje
- Az Amerikai Egyesült Államok alelnöke